# Lips Like Sugar
«Lips Like Sugar» — це пісня британського пост-панк-гурту Echo & the Bunnymen, яка була випущена в серпні 1987 року. Пісня досягнула 24-го місця в Irish Singles Chart та 36-го в UK singles Chart. Вважається одною з найпопулярніших пісень гурту і серед їх композицій досі посідає лідуючі за кількістю прослуховувань місця на стрімінгових платформах.